# Secret Warriors (equipo de 2017)
Secret Warriors es una serie de cómics del equipo de superhéroes de 2017 publicada por Marvel Comics. Es la segunda serie del título Secret Warriors publicada.

## Historial de publicaciones
Los primeros cinco números de la serie tienen lugar y tratan sobre el cómic crossover Imperio Secreto. El siguiente número abordará las secuelas de los eventos de esa serie.

## Trama
La serie comienza con Daisy Johnson reuniendo a los jóvenes personajes para crear un nuevo equipo para luchar contra las hordas de Hydra.

## Personajes
Daisy Johnson
Nombre en clave: Quake, una agente de S.H.I.E.L.D. que también es una Inhumana con la capacidad de generar poderosas ondas de vibraciones que se asemejan a terremotos.
Kamala Khan
Nombre en clave: Ms. Marvel, una adolescente Inhumana con habilidades para cambiar de forma. Khan usualmente usa sus poderes para estirarse y "engrandecerse" a sí misma para hacer crecer sus puños. Además de ser parte de Secret Warriors, Khan también es un ex Vengadora y actual líder de los Campeones.
Lunella Lafayette
Nombre en clave: Chica Luna, una estudiante de escuela primaria que también es la humana más inteligente del mundo. Lafayette es una inventora genial y también es la mejor amiga de Dinosaurio Diablo.
Dinosaurio Diablo
Un gran monstruo de hace varios millones de años, que fue transportado a la actualidad antes de hacerse amigo de Lafayette.
Inferno (Dante Pertuz)
Un Inhumano que tiene la capacidad de prenderse fuego y conoce personalmente a la reina Inhumana Medusa.
Karnak
Un miembro de la familia real inhumana que puede ver los puntos débiles de cualquier cosa, incluidas las personas.
Magik (Illyana Rasputina)
Una miembro de los X-Men con la capacidad de usar magia y teletransportarse a través de una dimensión infernal conocida como Limbo.

## Recepción
La serie tiene una calificación promedio de 7.6 por 41 críticos profesionales en el sitio web de agregación de reseñas Comic Book Roundup.

## En otros medios
- Los Secret Warriors aparecieron en la temporada 3, episodio 17 del programa Agents of S.H.I.E.L.D.. La lista estaba formada por Daisy Johnson (Chloe Bennet), Yo-Yo Rodríguez, (Natalia Cordova-Buckley), Lincoln Campbell (Luke Mitchell) y Joey Gutiérrez (Juan Pablo Raba).
- Una variación de los Secret Warriors aparece en la película animada de 2018 Marvel Rising: Secret Warriors. La película se centró en Kamala Khan/Ms. Marvel (Kathreen Khavari), Doreen Green/Chica Ardilla (Milana Vayntrub), América Chávez (Cierra Ramirez), Dante Pertuz/Inferno (Tyler Posey), Rayshaun Lucas/Patriota (Kamil McFadden), Daisy Johnson/Quake (Chloe Bennet) y Carol Danvers/Capitana Marvel (Kim Raver).[21][22][23]

## Impresiones

### Problemas
| No. | Título                                           | Fecha de portada | Calificación del resumen de cómics     | Ventas estimadas (primer mes)                 | Calificado |
| #1  | Para comenzar el mundo de nuevo, primera parte   | Julio 2017       | 8.0 por diez críticos profesionales.   | 31,864, en el puesto 75 en América del Norte  | 12+        |
| #2  | Para comenzar el mundo de nuevo, segunda parte   | Julio 2017       | 7.3 por siete críticos profesionales.  | 23,902, en el puesto 110 en América del Norte | 12+        |
| #3  | Para comenzar el mundo de nuevo, tercera parte   | Agosto 2017      | 8.0 por cuatro críticos profesionales. | 20,457, en el puesto 130 en América del Norte | 12+        |
| #4  | Para comenzar el mundo de nuevo, cuarta parte    | Septiembre 2017  | 7.3 by three professional critics.     | 20,457, en el puesto 130 en América del Norte | 12+        |
| #5  | Para comenzar el mundo de nuevo, quinta parte    | Octubre 2017     | 8.7 por tres críticos profesionales.   | 12,507, en el puesto 167 en América del Norte | 12+        |
| #6  | Si el problema debe venir, primera parte         | Noviembre 2017   | 7.3 por dos críticos profesionales.    | 11,640, en el puesto 169 en América del Norte | 12+        |
| #7  | Si el problema debe venir, segunda parte         | Diciembre 2017   | 6.0 por un crítico profesional.        | 9,947, en el puesto 183 en América del Norte  | 12+        |
| #8  | Estimamos demasiado a la ligera la primera parte | Enero 2018       | 8.0 por dos críticos profesionales.    |                                               | 12+        |
| #9  | Estimamos demasiado a la ligera la segunda parte | Enero 2018       | 7.4 by four professional critics.      |                                               | 12+        |
| #10 | Estimamos demasiado a la ligera la tercera parte | Febrero 2018     | 7.5 por tres críticos profesionales.   |                                               | 12+        |
| #11 | Estimamos demasiado a la ligera la cuarta parte  | Febrero 2018     | 7.9 por dos críticos profesionales.    |                                               | 12+        |
| #12 | Estimamos demasiado a la ligera la quinta parte  | Marzo 2018       | 7.8 por cuatro críticos profesionales. |                                               | 12+        |

### Ediciones recopiladas
| Título [Tagline]     | Formato         | Material recolectado  | Páginas | Fecha de publicación  | ISBN              | Ventas estimados (Norte América) | Calificado |
| -------------------- | --------------- | --------------------- | ------- | --------------------- | ----------------- | -------------------------------- | ---------- |
| Secret Empire        | Trade paperback | Secret Warriors #1-5  | 112     | 11 de octubre de 2017 | 978-1-302-90692-4 | [ 54 ]                           | T+         |
| If Trouble Must Come | Trade paperback | Secret Warriors #6-12 | 120     | 21 de febrero de 2018 | 978-1-302-90693-1 |                                  | 12+        |